# الفصيل الطوراني
الفصيل الطوراني يُشير إلى أحد القوى الكُبرى في بلاط الهند المغوليَّة، وقد ضمَّ طائفةً من أكابر القادة في الديار الهنديَّة ومنهُم آصف جاه قمر الدَّين وفيروز جنغ الأول ومُحمَّد أمين خان الطوراني واعتماد الدَّولة مُحمَّد فاضل، وسمُّوا بالفصيل الطوراني لِأصُولهم من الديار الطورانيَّة. وقد قُدِّرت لهم الهيمنة على أمور المُلك في البلاد لِفترة من الزَّمان.

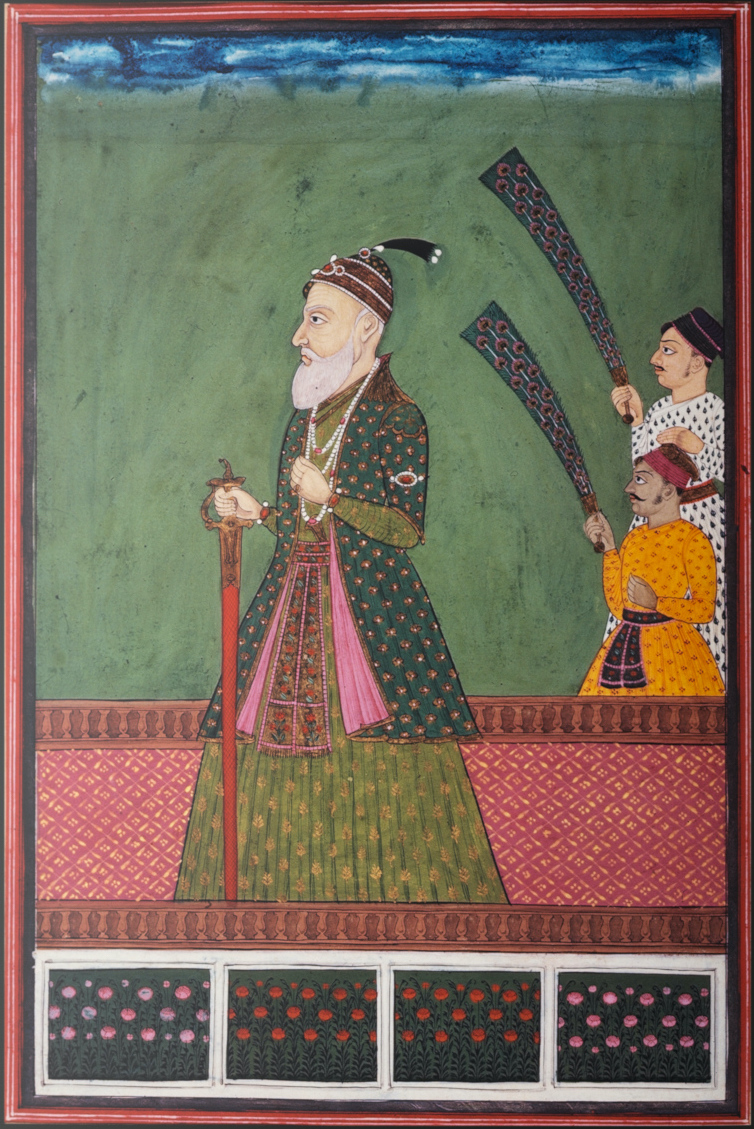
القائد چين قِليچ المعروف بِلقب «آصف جاه قمر الدِّين» مُؤسِّس «دولة حيدر آباد» وأوَّل نظام لها، كان من قادة الفصيل الطوراني في بلاط دولة المغول الهنديَّة.

تنافس الطورانيون على بسط حُكمهم والظَّفر بِتأييد الذات السُلطانيَّة لِمواجهة الفصائل الأُخرى في البلاط وأبرزها الفصيل الإيراني وفصيل الأخوان السادة، وبُعَيد إنهاء هيمنة السَّادة ظفر الطورانيون بِالوزارة العُظمى وتمكَّنوا من إحكام سُلطتهم الفعليَّة على مقادير الحُكم.

## التسمية

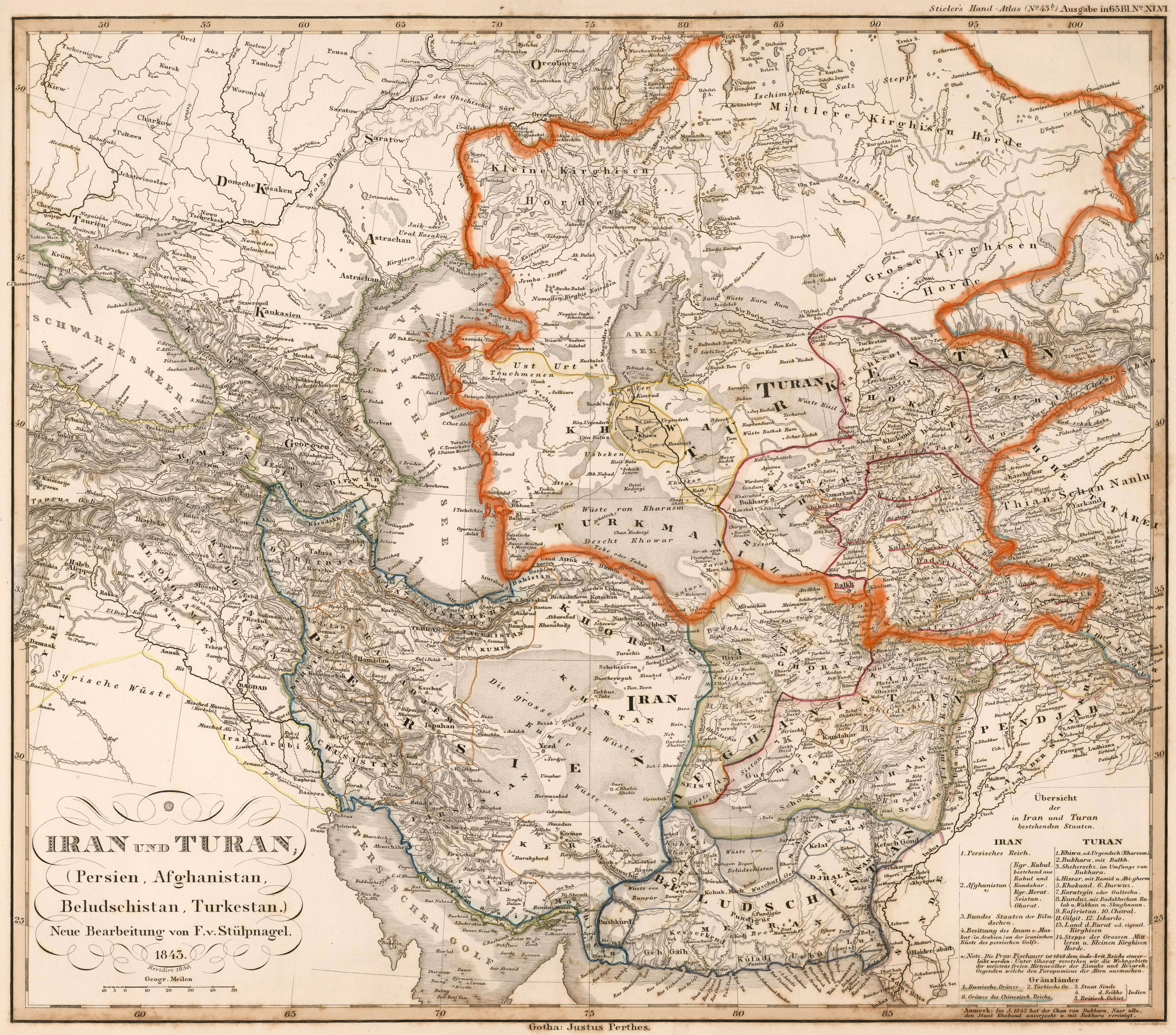
خريطة ألمانيَّة تُظهر طوران وإيران، حيث تظهر الديار الطورانيَّة مؤشَّرة بِاللَّون البُرتُقالي.

سُمِّيت هذه الكُتلة السياسيَّة «الفصيل الطوراني» لِأن أُصُول قادته وأعيانه عائدةٌ إلى منطقة بآسيا الوسطى تُسمَّى «طوران» (بالأڨستية: Tūiriiānəm، وبالفارسية الوسطى: Tūrān، وبالفارسية: توران) ومعناها «بلاد طور» وقد دانت لهم مقادير المُلك والوزارة في الهند فتجمهروا في كُتلة سياسيَّة في بلاط الهند المغوليَّة عُرفت بتسمية الفصيل الطوراني.

## القادة والنبلاء
ضمَّ الفصيل الطوراني في صُفُوفه نُبلاء أقوياء لم ينحسر دورُهُم داخل الدَّولة المغوليَّة بل تعدَّاه إلى بقيَّة الديار الهنديَّة، ومن أبرز أولئك القادة والنُّبلاء الطورانيين هم:

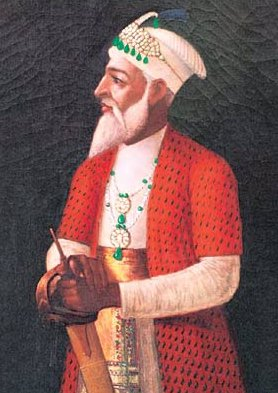
النِّظام آصف جاه قمر الدِّين.

- آصف جاه قمر الدين (1082هـ\1671م - 1161هـ\ 1748م): من أشهر النُبلاء الذين انتموا إلى الفصيل الطوراني، وهو من أكابر الأُمراء الشِّيعة في الديار الهنديَّة[4] وقد تولَّى الوزارة العُظمى في هندستان في عهد السُلطان ناصر الدَّين مُحمَّد شاه، ثم استقلَّ بِالمُلك في بلاد الدَّكن وأسَّس مملكته الشَّهيرة المُسمَّاة «دولة حيدر آباد» سنة 1136هـ الموافقة 1724م وقُدِّر لِدولته أن تدوم قرنين من الزَّمن توالى على حُكمها المُلُوك من نَّسله الذين عُرفوا بالسُلالة الآصفيَّة إلى أن انقضى أجلها سنة 1367هـ المُوافقة لِسنة 1948م وكان والده هو القائد فيروز جنغ.[5][6][7]

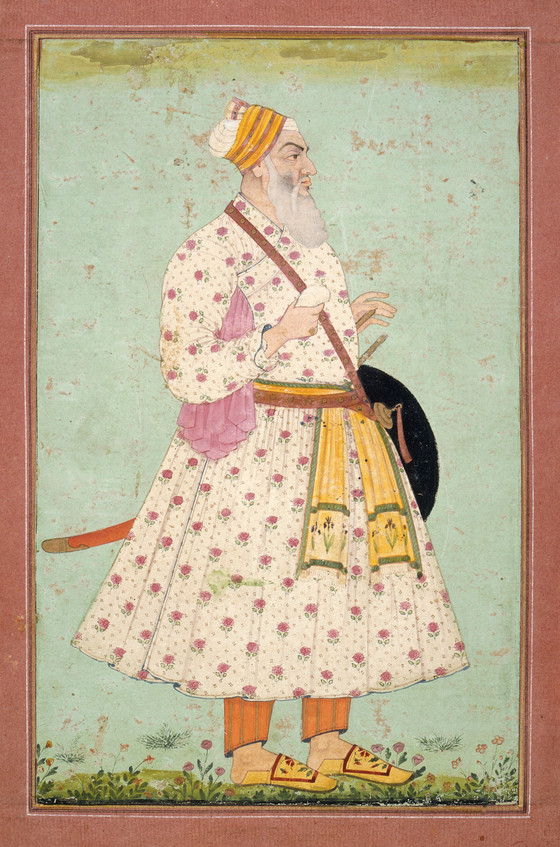
القائد غازي الدِّين خان فيروز جنغ الأوَّل.

- غازي الدِّين خان فيروز جُنغ الأوَّل (ق. 1058هـ\1649م - 1122هـ\1710م):[8] من قادة الجُند والنُّبلاء البارزين وشخصيَّة رفيعة بلاط الهند المغوليَّة وقد لمع نجمه إبان الحُرُوب الدَّكنيَّة، وتولَّى صوبداريَّة العديد من المُدن في الديار الهنديَّة تحت السُلطة الگوركانيَّة - المغوليَّة. كان من أعيان الفصيل الطُّوراني، وهو والد النِّظام آصف جاه قمر الدِّين الوزير الأعظم في هندستان ومؤسَّس دولة حيدر آباد.[9]

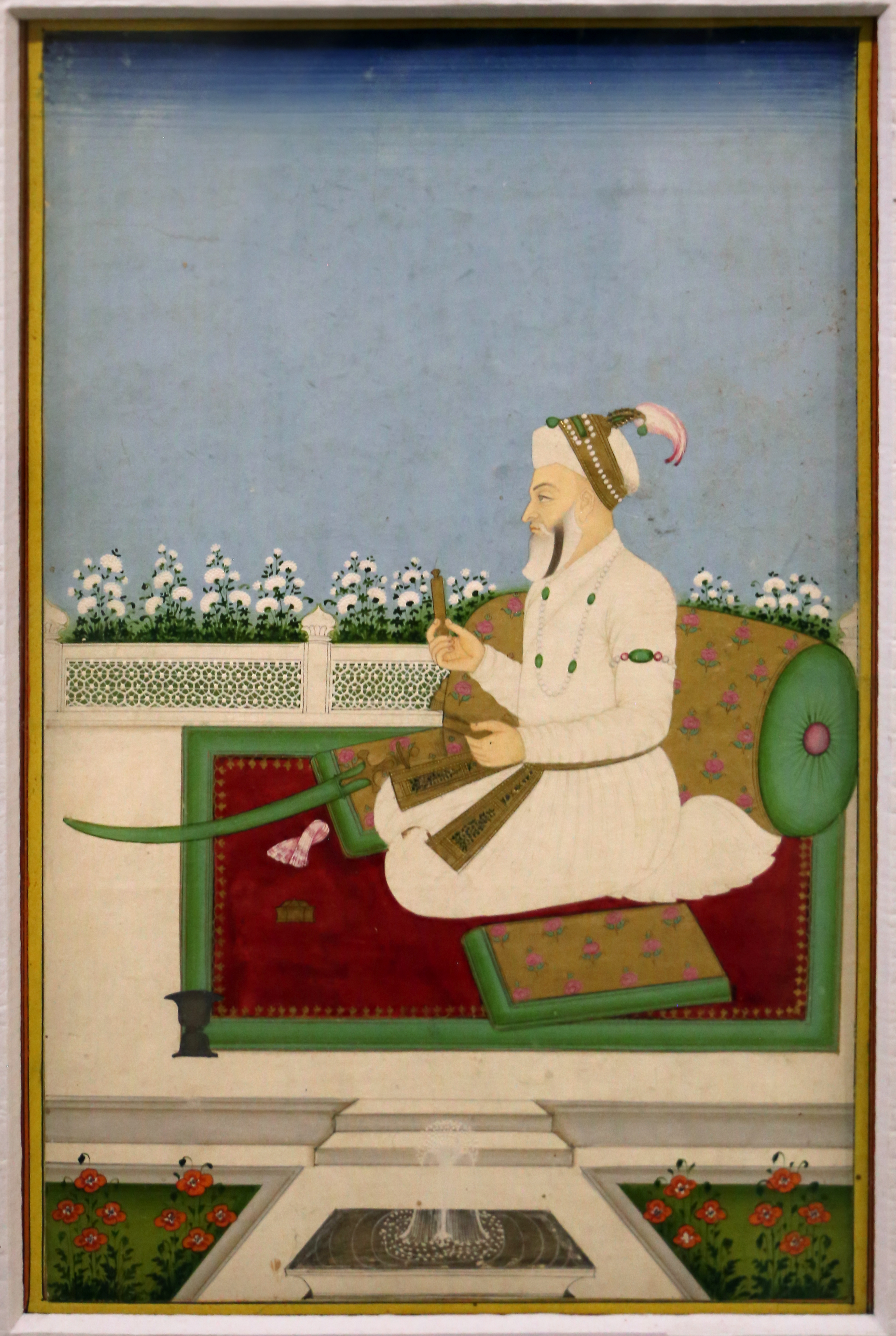
صدر الصُدُور مُحمَّد أمين خان الطوراني

- مُحمَّد أمين خان الطُّوراني (توفي 1133هـ\1721م):[10] تولى محمد أمين خان منصب صدر الصُدُور في البلاد، وكان مُحمَّد أمين من الذين شاركوا في إنهاء هيمنة الأخوين السادة على السلطنة الگوركانيَّة - المغوليَّة، ثم تولَّى منصب الوزير الأعظم في عهد السُلطان ناصر الدين مُحمَّد شاه، فلم تزل الوزارة في مُحمَّد أمين خان حتى وافاه الأجل سنة 1133هـ الموافقة لسنة 1721م، كان ابن عم القائد فيروز جُنغ الأوَّل ووالد اعتماد الدَّولة الوزير القادم، وعمَّ النِّظام آصف جاه قمر الدَّين وقد تبعه الأخير في تولِّي الوزارة العُظمى بُعَيد وفاته.[11][12]